# Chiến tranh Lưu Tống – Bắc Ngụy

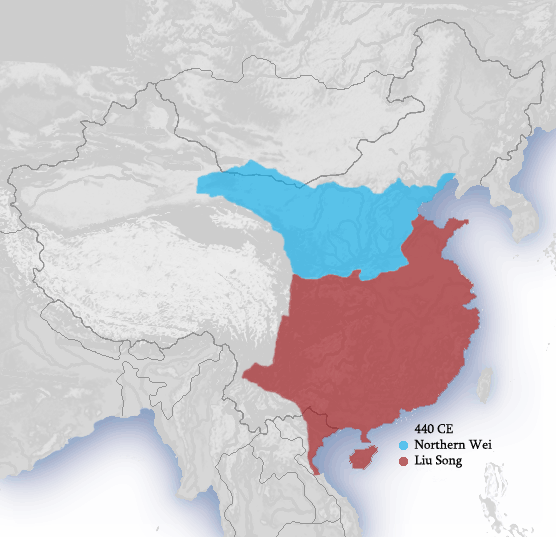
Năm 440:
Lưu Tống
Bắc Ngụy

Chiến tranh Lưu Tống – Bắc Ngụy là cuộc chiến tranh quy mô thời Nam-Bắc triều trong lịch sử Trung Quốc giữa nhà Lưu Tống và nhà Bắc Ngụy. Cuộc chiến tranh kéo dài trong hơn 30 năm, từ năm 422 đến năm 452, cả hai bên đều có những đợt chủ động phát động cuộc chiến nhằm thôn tính bên kia nhưng cuối cùng bất phân thắng bại, cục diện Nam Bắc triều tiếp tục được duy trì trong những năm tiếp theo.

## Bối cảnh
Đầu thế kỷ IV, thời Tây Tấn, các tộc Ngũ Hồ từ phương bắc tràn vào trung nguyên, Trung Quốc bị chia cắt. Phía nam là nhà Đông Tấn, phía bắc là 20 nước thuộc các tộc Hồ thay nhau và chia nhau cai trị. Từ năm 386, nhà Bắc Ngụy thuộc tộc người Tiên Ty nổi lên và dần dần lớn mạnh, đánh bại quốc gia Hậu Yên hùng mạnh, trở thành nước lớn nhất ở phương bắc.
Trong khi đó ở phía nam, nhà Đông Tấn sau nhiều năm củng cố đã ổn định và giàu mạnh hơn, nhưng luôn bị các quyền thần chi phối, xảy ra tranh chấp quyền lực trong nhiều năm. Do đó, nhiều cuộc bắc phạt để thu hồi đất đai trung nguyên không được thực hiện triệt để. Năm 420, Lưu Dụ cướp ngôi nhà Tấn, lập ra nhà Lưu Tống.
Trong thời Đông Tấn, Lưu Dụ từng mang quân bắc phạt hai lần, diệt hai nước tộc người Hồ là Nam Yên và Hậu Tần. Khi mang quân bắc phạt, Lưu Dụ từng đi qua lãnh thổ Bắc Ngụy, quân Ngụy có cảnh giác ra đề phòng nhưng cuối cùng hai bên chưa giao chiến. Tuy sau đó thành Trường An mà Lưu Dụ mới chiếm được của Hậu Tần bị mất về nước Hạ của Hách Liên Bột Bột nhưng các cuộc bắc phạt của Lưu Dụ tựu trung vẫn làm cho lãnh thổ Nam triều mở rộng lên phía bắc, kinh thành Kiến Khang cách khá xa với vùng biên, được bảo đảm khá an toàn. Đồng thời, biên cương giáp ranh giữa Đông Tấn – và không lâu sau là Lưu Tống - với Bắc Ngụy cũng được mở rộng thêm nhiều so với trước.
Nhà Lưu Tống thành lập bắt đầu thời kỳ lịch sử Nam Bắc triều đối đầu trực diện với nhau. Phía bắc Trung Quốc khi đó, sau những cuộc hỗn chiến giữa các quốc gia Ngũ Hồ, ngoài Bắc Ngụy còn lại các nước Bắc Yên, Tây Tần, Hạ, Bắc Lương. Các nước này đều tương đối nhỏ yếu và thực lực không đủ mạnh để tranh chấp với Bắc Ngụy, vì vậy dù trên bản đồ Trung Quốc có sự hiện diện của 6 nước nhưng thực chất là sự đối đầu giữa hai nước lớn nhất là Bắc Ngụy và Lưu Tống.

## Cuộc chiến lần thứ nhất

### Quân Ngụy nam tiến
Năm 422, Lưu Tống Vũ Đế Lưu Dụ mất, con nhỏ là Lưu Nghĩa Phù lên nối ngôi, tức là Lưu Tống Thiếu Đế. Bắc Ngụy Minh Nguyên Đế (Thác Bạt Tự) nhận thấy thời cơ nam tiến, bèn điều động 10 vạn quân tấn công về phía nam.
Quân Ngụy chia làm hai đường: tướng Hề Cân đem quân đánh Hoạt Đài và Hổ Lao còn tướng Thúc Tôn Kiến đánh từ Bình Nguyên qua sông Hoàng Hà, đánh các quận Thái Sơn, Cao Bình, Kim Hương, Hứa Xương, Đông Dương.
Tháng 1 năm 423, tướng Ngụy là Vu Lạc Đạn hạ được thành Kim Dung, Lạc Dương; còn Thúc Tôn Kiến hạ được thành Lâm Tri. Các thành của Tống chỉ có Đông Dương và Hổ Lao còn cầm cự.

### Hổ Lao, Đông Dương cầm cự
Trong thành Đông Dương, Thứ sử Thanh châu là Trúc Quỳ gọi dân dồn hết vào thành, còn những nông dân không vào thành thì dời vào những chỗ hiểm yếu, thực hiện kế vườn không nhà trống. Thúc Tôn Kiến có 3 vạn quân, trong thành chỉ có 1500 người. Quân Ngụy đông hơn gấp bội nên phá vỡ được nhiều chỗ tường thành và lấp được 3 lớp hào sâu trong tổng số 4 lớp mà quân Tống tạo ra. Tuy quân Ngụy chưa vào được thành nhưng tình hình trong thành rất nguy ngập.
Phía Hổ Lao, Mao Đức Tổ cũng thúc quân tử thủ với quân Ngụy. Đức Tổ đào địa đạo từ trong thành tới sau lưng quân Ngụy, mang 400 quân cảm tử đánh úp vào trại Ngụy, đốt cháy khí cụ đánh thành. Tuy nhiên vì quân Ngụy đông hơn nhiều nên sau lúc hỗn loạn ban đầu vẫn tập hợp, chỉnh đốn lại và vây đánh thành càng rát.

### Viện binh của Lưu Tống
Tướng Tống là Đàn Đạo Tế mang quân từ Bành Thành đi cứu ứng, thấy Đông Dương yếu hơn và gần hơn nên cứu trước. Tháng 4 năm 423, Đạo Tế kéo đến Lâm Cù gần Đông Dương. Quân Ngụy đúng lúc đó bị dịch bệnh hoành hành, lây lan đến một nửa, Thúc Tôn Kiến thấy viện binh phải lui. Đàn Đạo Tế không được cấp nhiều lương nên phải dừng lại không truy kích được. Thành bị phá nặng nên Trúc Quỳ phải dời tới thành Bất Kỳ.
Hổ Lao ở xa, các cánh quân của Đàn Đạo Tế ở Hồ Lục, Lưu Túy ở Hạng Thành, Thẩm Thúc Ly ở Cao Kiều nhưng không dám tới cứu vì sợ thế lớn của Bắc Ngụy. Sau hơn 200 ngày giao chiến, do không được cứu nên kết quả Tống thất bại. Tháng 4 nhuận năm 424, thành Hổ Lao bị hạ. Mao Đức Tổ và nhiều quân sĩ bị bắt làm tù binh. Quân Ngụy tuy lấy được thành nhưng tổn thất tới 3/10 binh lực.
Sau lần chiến tranh thứ nhất, Bắc Ngụy chiếm được vùng đất từ Hồ Lục, Hạng Thành trở lên phía bắc.

## Cuộc chiến lần thứ hai

### Quân Tống thắng trận
Tháng 11 năm 423, Ngụy Minh Nguyên đế chết, con là Thác Bạt Đào lên thay, tức là Bắc Ngụy Thái Vũ Đế. Phía Lưu Tống cũng có thay đổi ngôi vua. Thiếu Đế Lưu Nghĩa Phù bị phế truất, em là Lưu Nghĩa Long được lập lên ngôi, tức là Lưu Tống Văn Đế.
Trong thời gian trị vì của Tống Văn Đế, thế nước cường thịnh nên nhà Lưu Tống mở các chiến dịch bắc phạt. Nhân lúc Bắc Ngụy phải đối phó với Nhu Nhiên phía bắc, năm 429, Tống Văn đế đòi Ngụy trả đất Hà Nam. Ngụy Thái Vũ đế không chịu.
Năm 430, Tống Văn đế sai Đáo Ngạn Chi mang quân bắc phạt. Tháng 7 quân Tống tới Tu Xương. Quân Ngụy ở 4 thành Cao Ngao, Hoạt Đài, Hổ Lao và Kim Dung ít quân nên chủ động rút lui. Ngạn Chi thu 4 trấn rồi tiến đến bến Linh Xương và chia quân tiến sang Đồng Quan phía tây. Bố trí phòng thủ xong, Ngạn Chi cùng Vương Đức Trọng mang quân về bản doanh ở Tu Xương.

### Không thành kế
Các tướng Tống rất mừng vì thắng trận, chỉ có Vương Đức Trọng từng theo Đàn Đạo Tế ra trận lần trước cho rằng quân Ngụy sẽ chờ khi nước sông đóng thành băng để phản công. Tướng Thôi Hạo của Bắc Ngụy thấy quân Tống mắc sai lầm lớn là chỉ có 5 vạn mà dàn ngang 2000 dặm đông tây, nên lực lượng rất yếu ớt.
Tháng 10 cùng năm, Bắc Ngụy ra quân phản công, nhanh chóng lấy lại được Lạc Dương và Hổ Lao.
Tháng 11, Tống Văn Đế lại sai Đàn Đạo Tế đi tiếp ứng. Nhưng viện binh của Đàn Đạo Tế chưa đến nơi thì Đáo Ngạn Chi đã bị mất 2 thành nên hoảng sợ, hạ lệnh đốt thuyền, bỏ giáp nặng rút về Bành Thành.
Quân Ngụy đuổi theo đến Lịch Thành, Thái thú Tế Nam của Lưu Tống là Tiêu Thừa Chi chỉ có vài trăm quân, liệu chừng không thể chống lại đại quân Ngụy. Tiêu Thừa Chi trong lúc nguy cấp bèn áp dụng "không thành kế", cho mở toang cổng thành. Quân Ngụy sợ có phục binh không dám vào thành. Nhờ vậy Tiêu Thừa Chi giữ thành được an toàn.
Các nhà sử học Trung Quốc cho rằng chính mưu kế này của Tiêu Thừa Chi gợi ý cho La Quán Trung ghép vào chuyện không thành kế của Gia Cát Lượng lừa Tư Mã Ý lúc ra Kỳ Sơn trong tiểu thuyết Tam Quốc diễn nghĩa, còn giữa Gia Cát Lượng và Tư Mã Ý không có mẹo lừa không thành kế như vậy.

### Đàn Đạo Tế lui binh
Tháng 2 năm 431, quân Ngụy giao tranh với Đàn Đạo Tế lên bắc cứu Hoạt Đài. Hai bên đánh nhau 30 trận trong hơn 20 ngày. Đàn Đạo Tế tuy ít quân hơn nhưng cũng đẩy lùi quân Ngụy đến Lịch Thành. Hai bên giằng co nhau ở đó đều bị tổn thất nặng. Tướng Ngụy là Thúc Tôn Kiến dùng kế đánh úp đường vận lương của quân Tống khiến Đạo Tế bị thiếu lương. Đạo Tế buộc phải rút quân. Quân Ngụy truy kích bắt được cấp dưới của Đạo Tế là Chu Tu Chi.
Một số người quân Tống bị quân Ngụy bắt nói ra việc quân Tống đang thiếu lương khiến quân sĩ lo lắng. Đêm hôm rút quân, Đàn Đạo Tế sai quân vãi lúa gạo ra mặt đất. Hôm sau quân Ngụy đuổi đến nơi thấy gạo vãi ra cho rằng quân Tống vẫn no đủ quân lương. Tuy nhiên, lực lượng còn lại của Đàn Đạo Tế vẫn rất ít so với đại quân Ngụy do hao mòn trên chiến trường. Khi quân Ngụy truy đuổi, Đạo Tế bèn hạ lệnh cho quân sĩ cởi hết giáp trụ, mặc quần áo trắng ngồi trên xe ngựa đi chầm chậm rời khỏi dinh. Quân Ngụy sợ có mai phục nên không dám đuổi nữa mà rút về bắc.
Cuộc bắc phạt của Tống Văn đế thất bại, quân Tống bị tổn thất khá nhiều, vũ khố vì vậy trống rỗng. Trong khi đó Bắc Ngụy đồng thời phát động chiến tranh tiêu diệt nước Hạ của Hách Liên Định. Qua đó các sử gia đánh giá thực lực của Bắc Ngụy về cơ bản dồi dào hơn Lưu Tống.

## Thời gian hoà hoãn
Chiến sự Tống - Ngụy tạm ngừng trong nhiều năm. Hai bên tranh thủ thời gian ngưng chiến để củng cố thực lực. Bắc Ngụy Thái Vũ đế sai Tán kỵ lang Chu Thiệu đi sứ sang Kiến Khang để nối lại giao hảo và cầu việc thông gia giữa hai nhà, tuy nhiên Tống Văn đế chưa chấp thuận.
Năm 433, Thác Bạt Đào lại cử Tán kỵ thường thị Tống Tuyên đến Kiến Khang lần thứ hai để cầu hôn cho thái tử Thác Bạt Hoảng. Song phía Lưu Nghĩa Long và quần thần vì sự kỳ thị sắc tộc đã không đồng ý việc này
Bắc Ngụy trong khi dừng nam tiến đã tập trung tiêu diệt các nước Ngũ Hồ để thống nhất phương bắc. Năm 431, Ngụy Thái Vũ Đế diệt Hạ, năm 436 diệt Bắc Yên và tới năm 439 diệt Bắc Lương, làm chủ hoàn toàn phía bắc. Trung Quốc chính thức bước vào thế đối đầu nam bắc giữa hai quốc gia.
Cả hai bên bước vào cuộc chiến mới khi đã có chút thay đổi về nhân sự. Các đại thần trụ cột là Thôi Hạo của Bắc Ngụy và Đàn Đạo Tế của Lưu Tống đều bị xử tội chết. Tuy nhiên, điều đó không làm thay đổi chính sách muốn thống nhất Trung Quốc của cả Ngụy Thái Vũ Đế và Tống Văn Đế.

## Cuộc chiến lần thứ ba
Trong cuộc chiến lần thứ ba, Bắc Ngụy lại khai mào trước.
Năm 450, Thái Vũ đế điều động 10 vạn quân vây đánh Huyền Hồ. Tướng Tống là Trần Hỷ chỉ có 1000 quân chống trả trong 42 ngày, quân Ngụy bị thiệt hại hơn 1 vạn nhưng không hạ được thành. Tuy vậy, các thành xung quanh đều sợ uy thế của quân Ngụy và bỏ thành rút chạy.
Lưu Tống yếu thế hơn, nhưng Tống Văn Đế vẫn muốn ra quân, có sự hưởng ứng của Từ Trạm Chi, Giang Trạm, Vương Huyền Mô. Lão tướng Thẩm Khánh Chi nhất quyết phản đối, cho rằng quân Tống phần lớn là bộ binh, không thể đánh bại được kị binh của Ngụy, nên Đáo Ngạn Chi và Đàn Đạo Tế đều thất bại những lần trước. Văn Đế không nghe, quyết ý chuẩn bị cuộc tấn công bắc tiến lần thứ hai, cho quân đồn trại và vận chuyển lương thảo đến các khu vực ven biên giới, sai các tướng do Vương Huyền Mô làm thống lĩnh đem quân Bắc phạt.
Tháng 7 năm 450, quân Tống xuất phát. Phía đông, Vương Huyền Mô và Thẩm Khánh Chi cầm quân thủy hợp binh dưới quyền chỉ huy của Tiêu Bân; phía tây, hoàng tử Lưu Đãn cùng Liễu Nguyên Cảnh đánh chiếm Hoằng Nông.

### Chiến sự phía đông

#### Quân Tống đánh Hoạt Đài
Vương Huyền Mô mang thủy quân của Thẩm Khánh Chi cùng Thân Thản giao cho thứ sử hai châu Thanh, Ký là Tiêu Bân chỉ huy, đi hướng phía đông như đường Đáo Ngạn Chi đã đi năm 430. Nhờ nước sông lên cao, quân Tống tiến đến Cao Ngao rất thuận lợi.
Tướng Ngụy ở các thành Cao Ngao, Nhạc An đều bỏ thành chạy. Tiêu Bân lưu Thẩm Khánh Chi ở lại giữ Cao Ngao, chia quân cho Huyền Mô và Thản Hộ Chi đánh Hoạt Đài. Bộ tướng có người kiến nghị rằng trong thành nhiều mái tranh, nên dùng tên lửa bắn vào thành. Huyền Mô sợ sẽ cháy hết phòng ốc, khi hạ thành sẽ không có chỗ ở, vì thế không dùng kế. Phía trong thành, quân Ngụy biết nhược điểm nên đã dỡ hết mái tranh xuống.
Dân trung nguyên nghe tin quân Tống bắc phạt, đã tụ nhau hàng ngàn người, đến xin nhập vào quân Tống. Huyền Mô không cho người chỉ huy quân nông dân quyền điều binh mà phân tán họ vào các đội ngũ của mình; thậm chí còn bắt mỗi người nộp 1 tấm vải và 800 quả lê. Dân trung nguyên thất vọng vì sự đòi hỏi của tướng Tống nên quay sang ủng hộ quân Ngụy. Kết quả quân Tống đánh thành Hoạt Đài vài tháng không hạ được.

#### Vua Ngụy cứu thành
Tháng 9, Ngụy Thái Vũ Đế đích thân nam tiến cứu Hoạt Đài. Các tướng dưới quyền được tin viện binh Ngụy sắp đến, khuyên Vương Huyền Mô nên dốc sức đánh hạ Hoạt Đài và dùng xe lập trại để phòng ngự, nhưng Huyền Mô đều không nghe theo.
Tháng 10 năm 450, Thái Vũ đế kéo đến Lịch Đầu. Trước tiên, Thái Vũ Đế nhân lúc đêm tối sai người lẻn vào thành, động viên tướng sĩ trong thành cố sức phòng thủ. Sau đó vua Ngụy hạ lệnh cho quân qua sông cứu thành, xưng là có trăm vạn quân, tiếng trống thúc vang trời.
Vương Huyền Mô sợ hãi, hạ lệnh rút quân, vội quay đầu chạy. Quân Tống tan vỡ. Quân Ngụy ra sức truy kích giết hơn vạn quân Tống, bắt được rất nhiều khí giới.
Thái Vũ Đế sai dùng dây xích sắt buộc thuyền bè thu được giăng ngang 3 hàng trên sông để ngăn đường rút lui của Thản Hộ Chi. Thản Hộ Chi nhân lúc nước sông chảy xiết, nhanh chóng bơi thuyền tới, sai quân dùng búa cán dài chém đứt xích sắt để vượt qua, quân Ngụy không thể ngăn được. Hơn 100 chiến thuyền của quân Tống chạy thoát về, chỉ bị mất 1 chiếc.

#### Quân Tống rút lui
Tổng chỉ huy Tiêu Bân ở Cao Ngao, nghe tin Huyền Mô thua trận, sai Thẩm Khánh Chi mang 5000 quân đi tiếp ứng cho Vương Huyền Mô. Khánh Chi cho rằng không có đủ 1 vạn quân thì không thể ngăn được quân Ngụy. Hai bên còn đang tranh cãi thì Huyền Mô đã chạy về đến nơi. Tiêu Bân tức giận định chém Huyền Mô, nhờ Khánh Chi nói đỡ nên Huyền Mô được tha.
Thấy quân Ngụy thế lớn, các tướng Tống phải bàn nhau rút hết quân về cố thủ ở Cao Ngao. Tiêu Bân thấy Thẩm Khánh Chi nói việc Huyền Mô có lý, bèn theo kiến nghị của Khánh Chi, chỉ để lại Huyền Mô giữ Cao Ngao; để Thản Hộ Chi giữ Thanh Khẩu; còn bản thân Tiêu Bân về giữ Lịch Thành. Tháng 1 năm 451, do vị trí của Cao Ngao đặc biệt, khó giữ mãi được nên Tống Văn Đế hạ chiếu gọi Vương Huyền Mô rút lui khỏi Cao Ngao. Trong khi bỏ chạy, Huyền Mô bị quân Ngụy truy kích bắn trúng tay.

### Chiến sự phía tây
Tuỳ vương Lưu Đãn nhà Tống làm Thứ sử Ung châu, cầm đầu cánh quân Tống có các tướng Liễu Nguyên Cảnh cùng lão tướng Bàng Quý Minh xuất phát từ Tương Dương. Bàng Quý Minh đề nghị sai người vào Quan Trung phát động người Hán trên đát Ngụy và cả các tộc Hồ hưởng ứng.
Khi quân Tống tiến đến Lư Thị thì có tướng bản địa là Triệu Nan hưởng ứng. Tướng Tống là Tiết An Đô nhân đó theo đường núi Hùng Nhĩ tiến lên phía bắc, Liễu Nguyên Cảnh mang quân theo sau.
Tháng 10 nhuận năm đó, quân Tống hạ được Hoằng Nông. Liễu Nguyên Cảnh để An Đô ở lại giữ Hoằng Nông, còn mình mang đại quân tiến đánh Đồng Quan và Thiểm châu. Tướng Ngụy là Liên Đề không chống nổi, bị tử trận cùng 3000 quân. Hai vạn quân Ngụy bị bắt, được Nguyên Cảnh cho thả hết để tỏ ân đức của vua Tống. Thiểm Thành bị mất khiến Đồng Quan bị mất theo. Quân Tống uy hiếp phía tây dữ dội. Hào kiệt người Hán ở Quan Trung cũng như người Khương, người Hung Nô hưởng ứng quy hàng.
Cánh quân phía tây thứ hai của Lưu Tống do Lương Thản và Lưu Khang Tổ chỉ huy cũng hạ được thành Trương Xã rồi tiến đánh Hổ Lao.
Nhưng lúc đó tin bại trận của Vương Huyền Mô phía đông báo về Kiến Khang. Tống Văn đế lại cho rằng cánh này bị thua nặng thì phía tây cũng không nên đơn độc vào sâu đất địch nên hạ lệnh lui quân. Các tướng Tống đành rút về Tương Dương. Phía tây của Bắc Ngụy qua được nguy hiểm.

## Cuộc chiến lần thứ tư

### Thác Bạt Nhân thắng trận Thọ Dương
Thái Vũ đế thấy quân Tống rút lui bèn khởi đại quân nam tiến. Cánh quân của Vĩnh Xương vương Thác Bạt Nhân từ Lạc Dương đi tới Thọ Dương, nhanh chóng hạ được Huyền Hồ và Hạng Thành.
Tống Văn đế vội vã điều Lưu Khang Tổ về cứu Thọ Dương. Quân Tống chỉ có 8000 người, đụng 8 vạn quân kỵ của Ngụy ở Úy Vũ. Phó tướng của Khang Tổ là Hồ Thịnh Chi kiến nghị đi vòng đường núi để tránh đối đầu với địch mạnh nhưng Khang Tổ không nghe theo, sai kết xe bày trận, hạ lệnh ai quay lại sẽ chém. Thác Bạt Nhân đuổi tới, nhân chiếm ưu thế quân số bèn chia quân bao vây 4 phía tấn công. Quân Tống kiên cường chống trả, giết hơn 1 vạn quân Ngụy, bản thân Lưu Khang Tổ bị hơn 10 vết thương.
Thác Bạt Nhân có nhiều quân, chia làm 3 lượt luân phiên chiến đấu. Đánh nhau sau hơn 1 ngày, Khang Tổ bị ngã ngựa tử trận. Thác Bạt Nhân tiêu diệt toàn bộ cánh quân này.
Thác Bạt Nhân tiến đánh Thọ Dương. Tướng giữ Thọ Dương của Tống là hoàng tử Nam Bình vương Lưu Thước đang giữ chức Thứ sử Dự châu cố thủ không ra đánh, quân Ngụy không hạ được.

### Vua Ngụy nam tiến

#### Quân Ngụy áp Trường Giang
Thái Vũ đế đích thân cầm quân chủ lực đánh Bành Thành. Các hoàng tử Lưu Nghĩa Cung (em Tống Văn Đế) và Lưu Tuấn (con Văn Đế) được giao giữ thành. Nghĩa Cung sợ quân Ngụy định bỏ thành chạy, Lưu Tuấn và Trưởng sử Trương Sướng đề nghị nên cố thủ, nếu bỏ chạy thì sẽ hỗn loạn và bị sát thương cao. Nghĩa Cung nghe theo, hạ lệnh cố thủ không ra đánh, quân Ngụy không hạ được thành.
Ngày 1 tháng 12 năm 450, Tống Văn đế sai Tạng Chất đi cứu Bành Thành. Chất chỉ có 1 vạn quân, tới Vu Thai thì đụng đại quân của vua Ngụy vừa qua sông Hoài. Tạng Chất không thể đương nổi quân Ngụy, viện binh Tống bị giết gần hết, chỉ còn 700 quân chạy vào thành Vu Thai.
Ngụy Thái Vũ đế chỉ để lại cánh quân vài ngàn người vây thành Vu Thai mà cất đại quân nam tiến tiếp. Rằm tháng chạp, quân Ngụy tới Qua Bộ, Thái Vũ đế ra lệnh phá nhà dân làm bè, phao tin quân Ngụy muốn vượt Trường Giang vào Kiến Khang. Kinh thành nhà Tống rơi vào tình trạng khẩn cấp, phải điều động hết tráng đinh trong huyện Đan Dương, đưa cả con em vương công ra trận. Tống Văn đế khi đó rất ân hận vì đã giết oan tướng Đàn Đạo Tế nên không có tướng tài để ngăn quân Ngụy nam tiến.

#### Thái Vũ đế lại cầu thân
Ngụy Thái Vũ Đế dựng hành cung trên núi Qua Bộ, sai người vượt sông tặng cho Lưu Tống Văn Đế lừa tốt, ngựa hay và lần thứ 3 xin giao hảo để thông gia, thỉnh cầu vua Tống gả con gái cho thái tử Thác Bạt Hoảng. Tống Văn đế đáp lễ, sai Điền Kỳ mang ngọc ngà châu báu và của ngon vật lạ tặng lại Ngụy Thái Vũ Đế. Thái Vũ Đế lấy luôn trong số quà tặng một quả cam ăn và rót rượu uống luôn. Tả hữu ghé tai khuyên không nên ăn uống đồ biếu vì sợ có độc, nhưng Thái Vũ Đế không để ý và nói với Điền Kỳ:
Lần này ta từ xa đến đây, không phải vì danh tiếng cho mình. Ta muốn giữ quan hệ hữu hảo, Nam Bắc triều mãi mãi thông gia với nhau. Nếu vua Tống gả con gái tông thất cho cháu ta làm vợ thì ta cũng gả tông nữ cho Vũ Lăng vương, không bao giờ mang quân xuống miền nam nữa!
Thái Vũ đế chủ động cầu hôn đến đó là lần thứ 3 nhưng Tống Văn đế một mực không chấp thuận vì sự kỳ thị ngoại tộc. Toàn bộ kinh thành Kiến Khang sẵn sàng đón quân Ngụy tiến sang.
Nhưng đến ngày 2 tháng giêng âm lịch năm 451, Thái Vũ đế hạ lệnh lui quân, chỉ bắt theo dân Tống mang về.

### Chiến sự Vu Thai
Ngụy Thái Vũ đế quay trở lại Vu Thai, bao vây đánh thành. Thái thú Vu Thai là Thẩm Phác là người có chủ trương giữ thành từ nhiều tháng trước, đã chuẩn bị lương thực đầy đủ, động viên các thủ hạ cố sức giữ. Khi Tạng Chất chạy vào thành, Thẩm Phác cùng Tạng Chất cố thủ.
Ngụy Thái Vũ đế đòi Tạng Chất dâng rượu. Chất sai mang bình nước tiểu cho vua Ngụy. Thái Vũ đế nổi giận hạ lệnh đánh thành, không tiếc mạng quân sĩ cố đánh cho được. Quận Nguỵ chuyển đất đá xung quanh tới lấp hào thành. Sau đó vua Ngụy lại gửi thư hăm dọa Tạng Chất. Chất cũng cứng cỏi, gửi thư mắng lại, lại chép giải thưởng của triều đình Lưu Tống vào thư: 
Ai chém được Phật Ly, phong hầu vạn hộ, thưởng 1 vạn tấm vải!
Thác Bạt Đào càng tức giận, thúc quân đánh rát. Quân Ngụy dùng câu xa ném móc câu lên thành để kéo đổ lầu thành. Quân trong thành dùng thừng lớn buộc vào móc câu, cùng nhau kéo ngược vào trong. Hai bên giằng giữ từ sáng đến tối, quân Ngụy vẫn không kéo đổ được. Trời tối, quân Tống cho người vào thùng gỗ, buộc thùng vào dây thả xuống lưng chừng, người trong thùng dùng dao chặt đứt dây buộc của móc câu rồi lại rút vào bên trong.
Vua Nguỵ lại sai lấy xung xa húc thành nhưng thành vững chắc không húc đổ được. Thác Bạt Đào không tiếc trả giá mạng quân, hết lớp này chết lớp sau lại giẫm lên xác nhau mà tiến. Đến cuối tháng giêng, xác quân Ngụy chết rất nhiều, cao gần bằng tường thành, nhưng quân Ngụy vẫn không tiến vào được.
Lúc đó Bành Thành vẫn trong tay quân Tống. Thái Vũ đế sợ quân địch hợp 2 mặt đánh lại nên đầu tháng 2 năm 451 đành giải vây Vu Thai, đốt hết khí giới công thành, rút toàn quân về bắc.
Lúc quân Ngụy rút về qua Bành Thành, hoàng thân Lưu Nghĩa Cung không dám ra đánh. Sau đó vua Tống phát lệnh truy kích tới, quân Ngụy bèn giết hơn 1 vạn dân Tống bắt theo về vì họ đi chậm rồi toàn quân rút mau. Lưu Nghĩa Cung sợ bị Tống Văn đế bắt tội, đành mang quân ra khỏi thành đuổi suông một đoạn, không thấy bóng quân Ngụy cũng rút về.

## Kết thúc cuộc chiến và hậu quả
Năm 452, sau khi nhận được tin Thái Vũ Đế nhà Bắc Ngụy bị quyền thần Tông Ái giết, Văn Đế lại chuẩn bị đánh miền bắc, giao cho tướng Tiêu Hi Hoa cầm quân. Nhưng sau khi cánh quân do Trương Dung chỉ huy bị thất bại tại Kiều Áo, Văn Đế từ bỏ chiến dịch.
Sang năm sau, tới lượt Tống Văn đế bị thái tử Lưu Thiệu sát hại. Nhà Lưu Tống rơi vào cuộc tàn sát nội tộc trong nhiều năm cho tới khi diệt vong hơn 20 năm sau (479). Phía Bắc Ngụy, các vua kế tục Thái Vũ Đế cũng tập trung phát triển đất nước, không tính đến việc nam tiến. Vì vậy chiến tranh Lưu Tống và Bắc Ngụy không còn tái diễn.
Sau cuộc chiến tranh này, sức mạnh của Lưu Tống suy giảm hẳn, tuy nhiên Bắc Ngụy cũng tổn thất quá nửa binh lực. Xét trên toàn cục, cả hai bên cùng chiến bại. Tuy nhiên, thực lực của Bắc triều vốn mạnh hơn nên sự hao tổn của Nam triều trầm trọng hơn. Từ đó hai bên giữ chặt biên giới dọc theo sông Hoài.